# Lista över Fijis generalguvernörer
Detta är en lista över Fijis generalguvernörer.
| Namn                     | Ämbetsperiod                       |
| ------------------------ | ---------------------------------- |
| Sir Robert Sidney Foster | 10 oktober 1970 – 13 januari 1973  |
| Ratu Sir George Cakobau  | 13 januari 1973 – 12 februari 1983 |
| Ratu Sir Penaia Ganilau  | 12 februari 1983 – 6 oktober 1987  |